# Yoshino (croiseur)
Pour les articles homonymes, voir Yoshino.
Le Yoshino fut un croiseur protégé unique de 2e classe, construit au chantier naval Armstrong Whitworth au Royaume-Uni pour la Marine impériale japonaise.

Il tient son nom de la ville de Yoshino dans la Préfecture de Nara.

## Conception
Le Yoshino bénéficia d'une conception améliorée issue de la construction du croiseur argentin 25 de Mayo dessiné par Sir Philip Watts, architecte naval. Il fut également concepteur de l’Izumi et de la classe Naniwa.

On considéra aussi le Takasago comme son sister-ship en raison de leur similitude en armement et vélocité.

## Histoire
Peu après avoir été mis en service, le Yoshino a été affecté à des fonctions de patrouille au large des côtes de la Corée.  Le 25 juillet 1894, les Yoshino, Akitsushima et Naniwa (en), rencontrent deux navires chinois au large des côtes de la Corée . Durant l'interpellation ,les navires chinois, le croiseur Jiyuan et la canonnière Kwang-Yi, n'auraient pas répondus au salutations. Les japonais ouvrent le feu et le Yoshino poursuit le Jiyuan endommager, Mais pour des raisons inexact, ce dernier ne le rattrape pas et retourne ensuite au japon avec le Naniwa et l'Akitsushima. C'est la bataille de Pungdo
Après la proclamation officielle des hostilités, le Yoshino a continué à participer à la première guerre sino-japonaise, y compris la bataille de la mer Jaune le 17 septembre 1894. Le Yoshino a été parmi les unités de la flotte japonaise qui a pris part à l'invasion de Taïwan en 1895 et, le 13 octobre 1895 au bombardement des forts côtiers chinois de Ta-kaw (Kaohsiung). C'est le futur amiral Yashiro Rokurō qui a servi sur le Yoshino au cours de cette campagne en tant que lieutenant de vaisseau. 
Avec le début de la guerre russo-japonaise de 1904-1905, le Yoshino a participé à la bataille navale de Port-Arthur. Toutefois, peu après le début des combats, il est entré en collision avec le croiseur cuirassé Kasuga à cause de brouillard dense. Le Kasuga a frappé le côté bâbord du Yoshino, et l'étrave bélier pénétra dans la salle des machines. Celui-ci a coulé dans la Mer Jaune (38° 07′ N, 122° 33′ E) le 15 mai 1904 avec la perte de 319 hommes d'équipage.  Seulement 19 ont réussi à survivre. 
À la suite de cet accident, la marine impériale japonaise enleva les béliers de la proue de tous ses navires de guerre.